# Hornindalsvatnet
El Hornindalsvatnet es el lago más profundo de Noruega y de Europa, medido oficialmente con una profundidad de 514 metros. Su superficie está a 53 metros sobre el nivel del mar, lo que significa que la parte inferior es de 461 metros bajo el nivel del mar. El pueblo de Grodås se encuentra en el extremo oriental del lago en el municipio de Hornindal y el pueblo de Mogrenda está situado en el extremo occidental del lago en el municipio de Eid. La carretera europea E39 pasa cerca del lago. El pueblo de Heggjabygda y la Iglesia de Heggjabygda encuentran en la orilla norte del lago.
Su volumen se estima en 12 km³, su área es de 51 km² y ocupa el número 19 por su área entre los lagos de Noruega. Se encuentra ubicado en el municipio de Hornindal, provincia de Vestland, a un kilómetro al sur de la frontera del condado de Møre og Romsdal. El lago se localiza dentro de las fronteras de los municipios de Eid y Hornindal. La salida principal es el río Eidselva, que desemboca en el Eidsfjorden, un brazo de la principal Nordfjorden. 

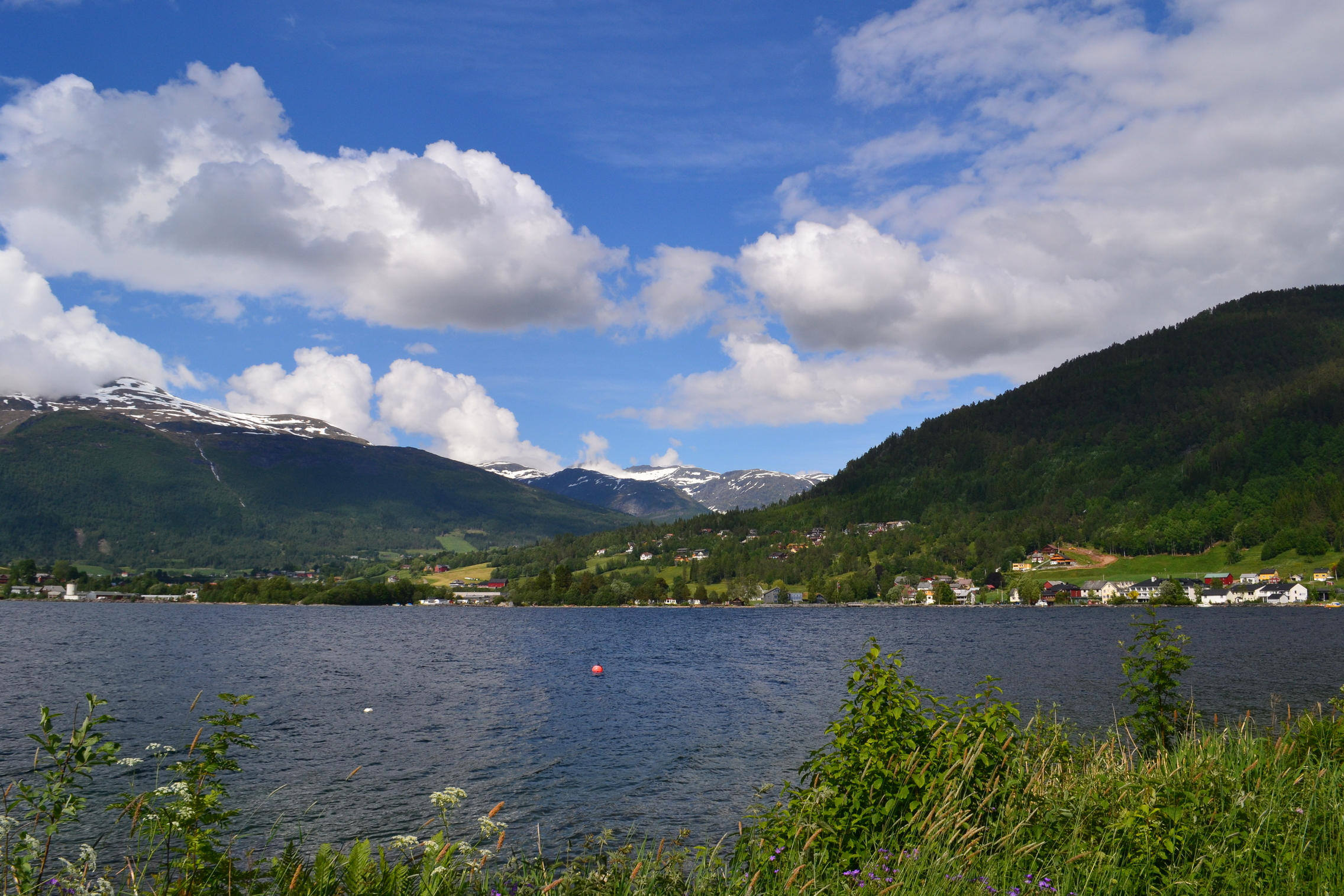

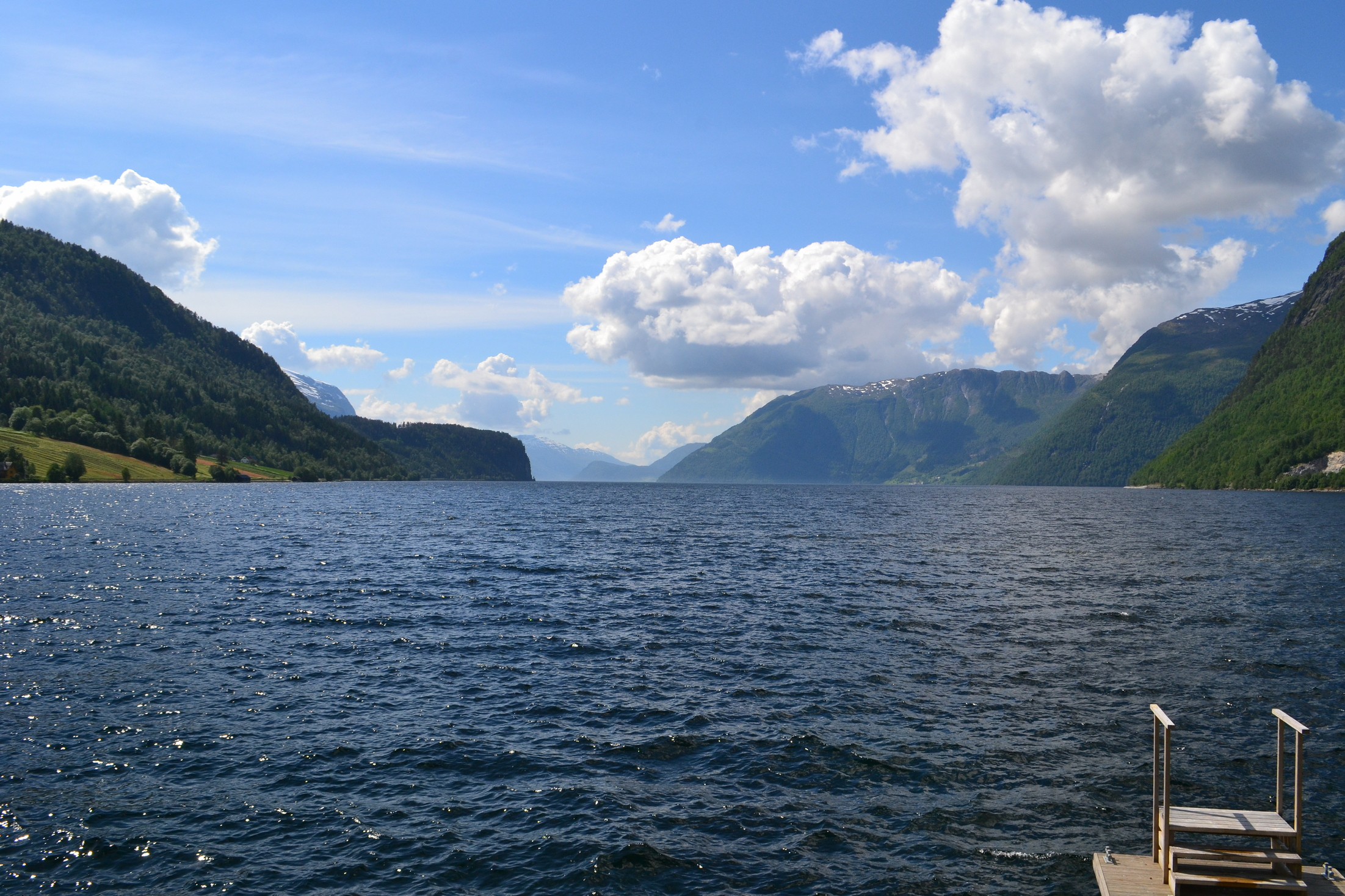